# Naticidae
Naticidae (Guilding, 1834) è una famiglia di molluschi gasteropodi della sottoclasse Caenogastropoda. È l'unica famiglia della superfamiglia Naticoidea.
Sono protetti da una robusta conchiglia globulosa a colori vivaci, con bocca larga a margine esterno tagliente. Vivono a piccole profondità infissi nella sabbia o nel fango. Sono carnivori e si nutrono generalmente di altri molluschi bivalvi che raggiungono perforando la loro conchiglia.

## Tassonomia
La famiglia è suddivisa in sottofamiglie e comprende i seguenti generi:
- Sottofamiglia Globisininae Powell, 1933
  - Genere Falsilunatia Powell, 1951
  - Genere Globisinum Marwick, 1924
- Sottofamiglia Naticinae Guilding, 1834
  - Genere Cochlis Röding, 1798
  - Genere Cryptonatica Dall, 1892
  - Genere Natica Scopoli, 1777
  - Genere Naticarius Duméril, 1805
  - Genere Notocochlis Powell, 1951
  - Genere Paratectonatica Azuma, 1961
  - Genere Proxiuber Powell, 1933
  - Genere Stigmaulax Mörch, 1852
  - Genere Tanea Marwick, 1931
  - Genere † Taniella Finlay & Marwick, 1937
  - Genere Tasmatica Finlay & Marwick, 1937
  - Genere Tectonatica Sacco, 1890
- Sottofamiglia Polinicinae Gray, 1847
  - Genere Amauropsis Mörch, 1857
  - Genere Bulbus T. Brown, 1839
  - Genere Conuber Finlay & Marwick, 1937
  - Genere Euspira Agassiz, 1837
  - Genere Friginatica Hedley, 1916
  - Genere Glossaulax Pilsbry, 1929
  - Genere Hypterita Woodring, 1957
  - Genere Kerguelenatica Powell, 1951
  - Genere Mammilla Schumacher, 1817
  - Genere Neverita Risso, 1826
  - Genere Polinices Montfort, 1810
  - Genere Pseudopolinices Golikov & Sirenko, 1983
  - Genere Sinuber Powell, 1951
  - Genere † Tahunacca P. A. Maxwell, 1992
  - Genere Uberella Finlay, 1928
- Sottofamiglia Sininae Woodring, 1928
  - Genere Calinaticina J. Q. Burch & G. B. Campbell, 1963
  - Genere Eunaticina P. Fischer, 1885
  - Genere Gennaeosinum Iredale, 1929
  - Genere † Sigaretotrema Sacco, 1890
  - Genere Sigatica Meyer & Aldrich, 1886
  - Genere Sinum Röding, 1798

- generi non assegnati a sottofamiglia
  - Genere † Amauropsina Chelot, 1885
  - Genere † Amauropsona Finlay & Marwick, 1937
  - Genere † Austrocochlis Finlay & Marwick, 1937
  - Genere Benthobulbus McLean, 1995
  - Genere † Carinacca Marwick, 1924
  - Genere † Cepatia Gray, 1842
  - Genere Laguncula Benson, 1842
  - Genere † Magnatica Marwick, 1924
  - Genere † Maxwellinatica Beu & B. A. Marshall, 2011
  - Genere Pliconacca K. Martin, 1914
  - Genere † Polinella Marwick, 1931
  - Genere Haliotinella Souverbie, 1875
  - Genere Microlinices Simone, 2014

### Alcune specie

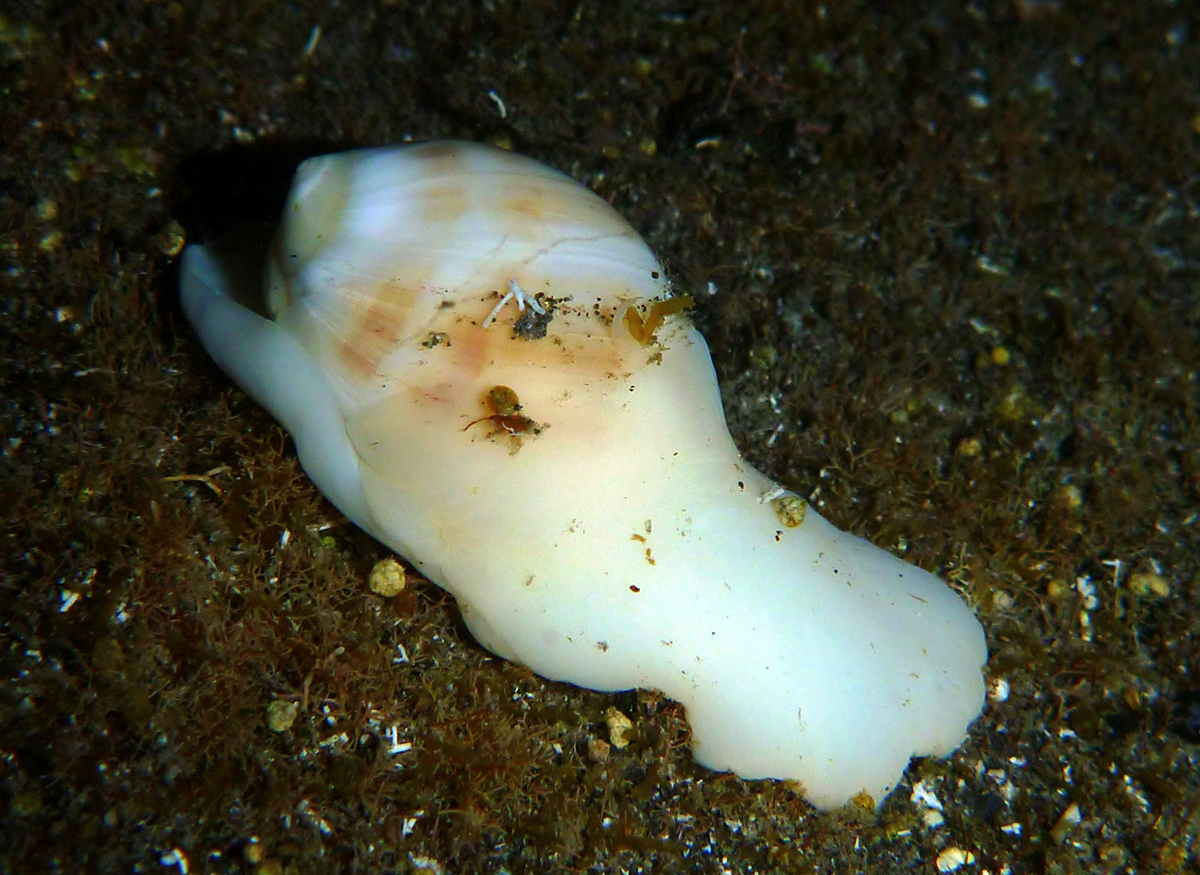
Mammilla melanostoma
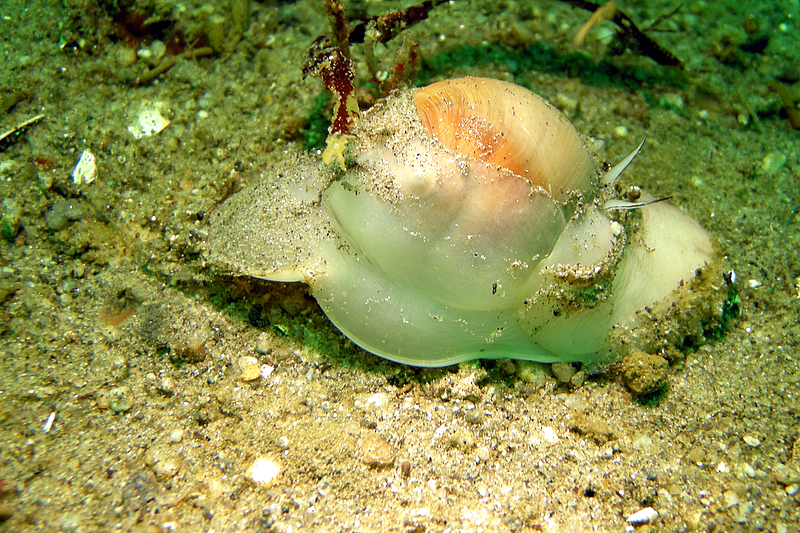
Neverita lewisii
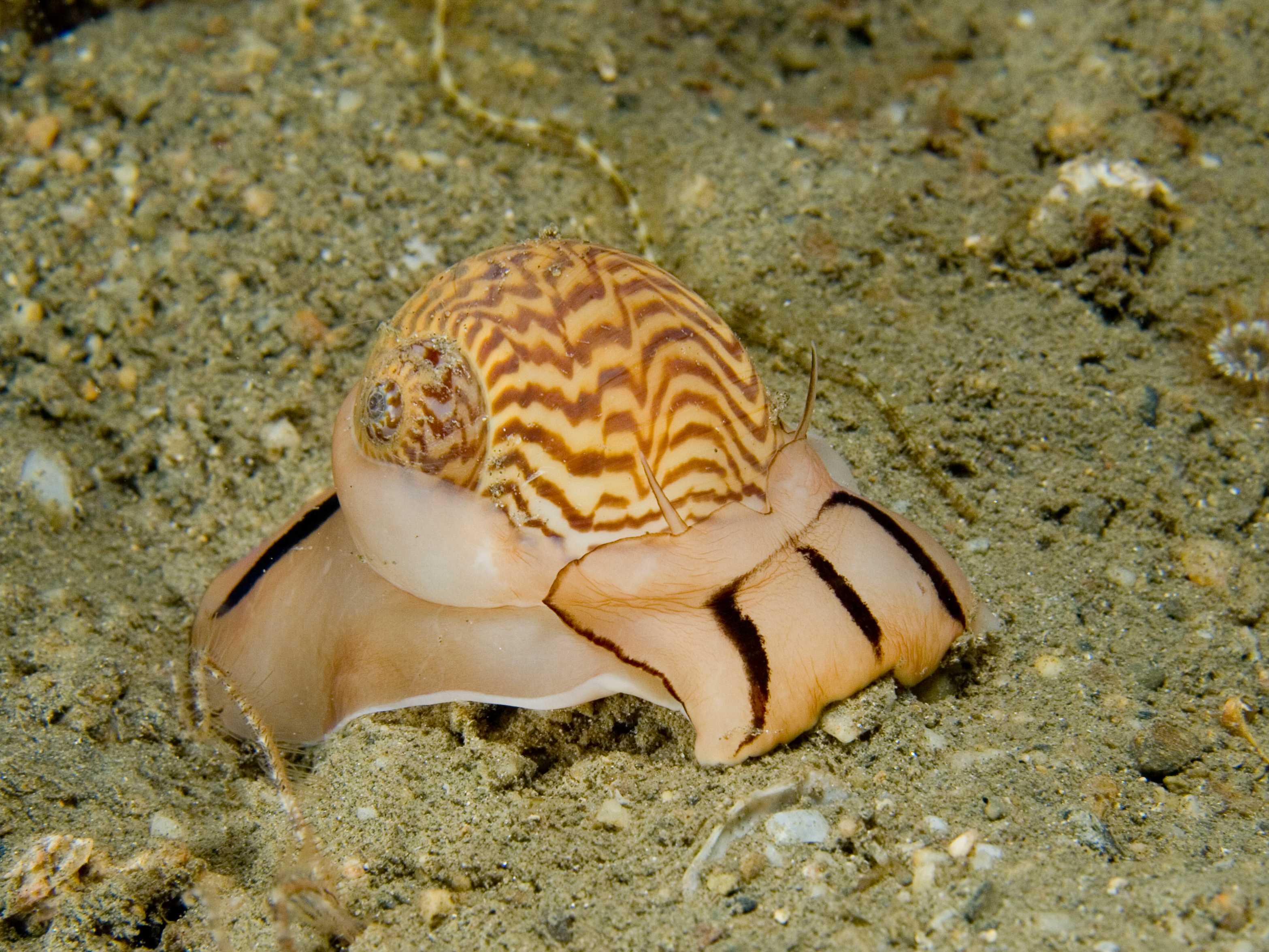
Tanea undulata
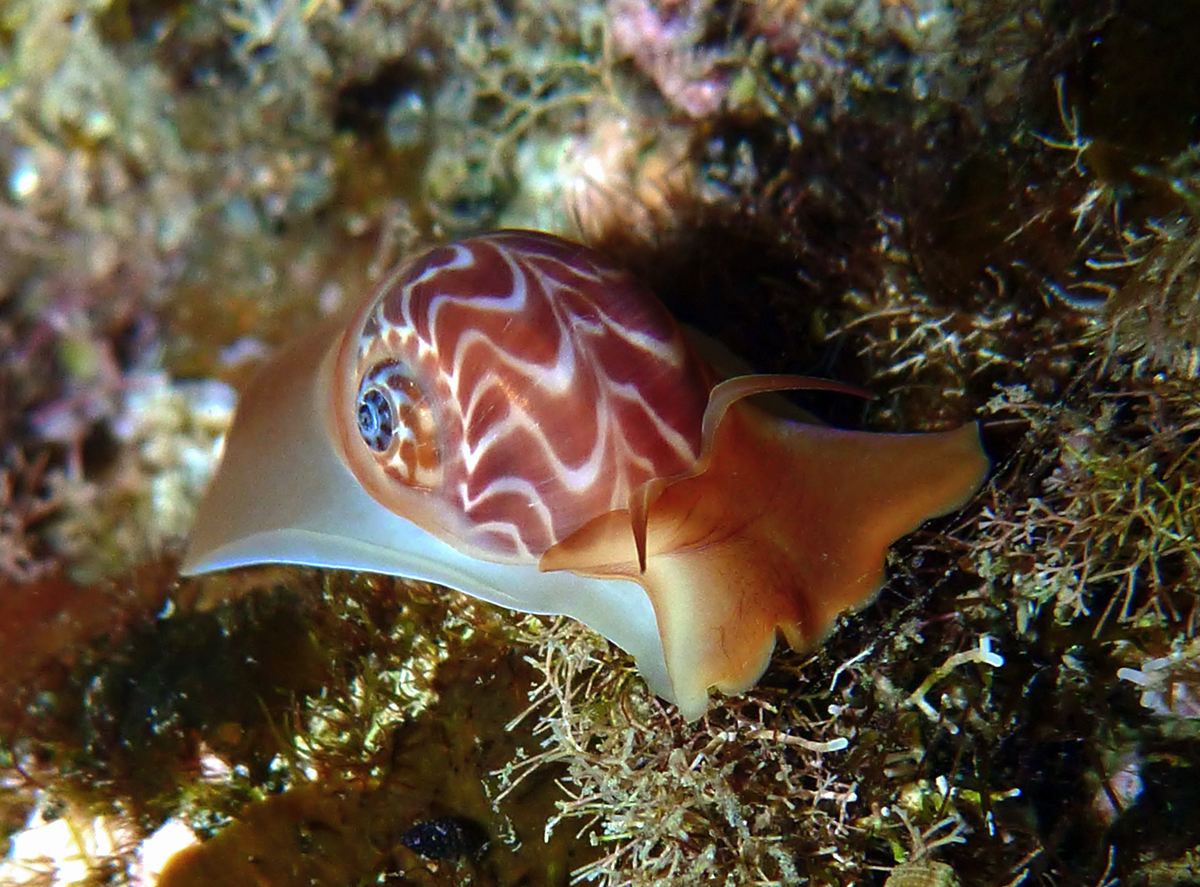
Tectonatica violacea
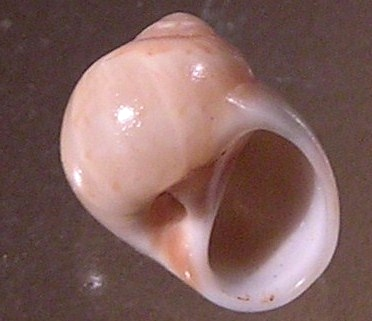
Eunaticina nitida
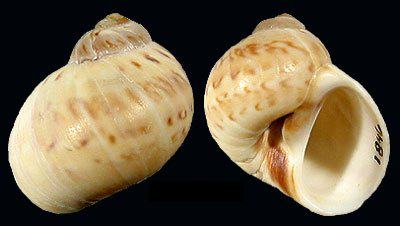
Euspira nitida
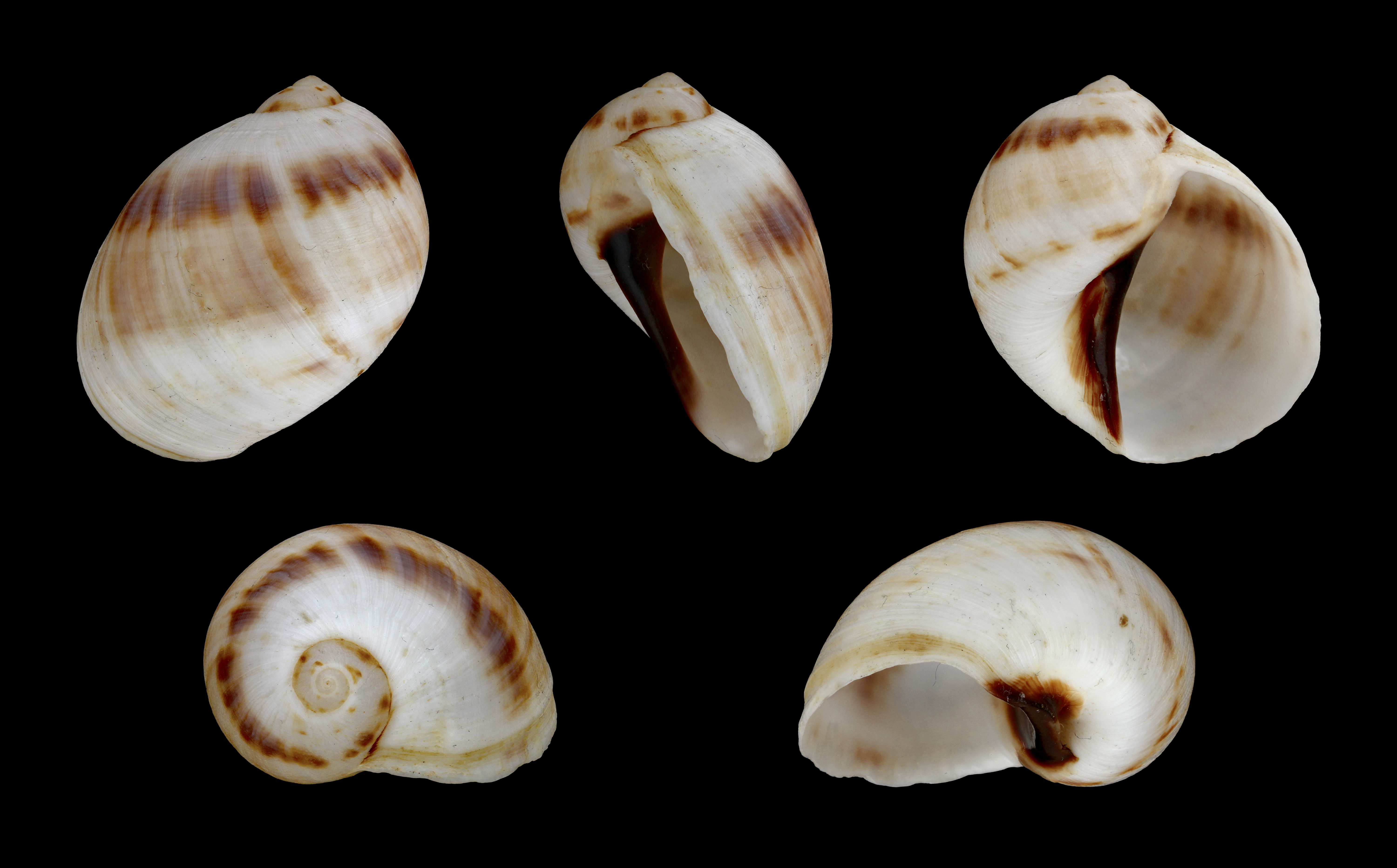
Mammilla sebae
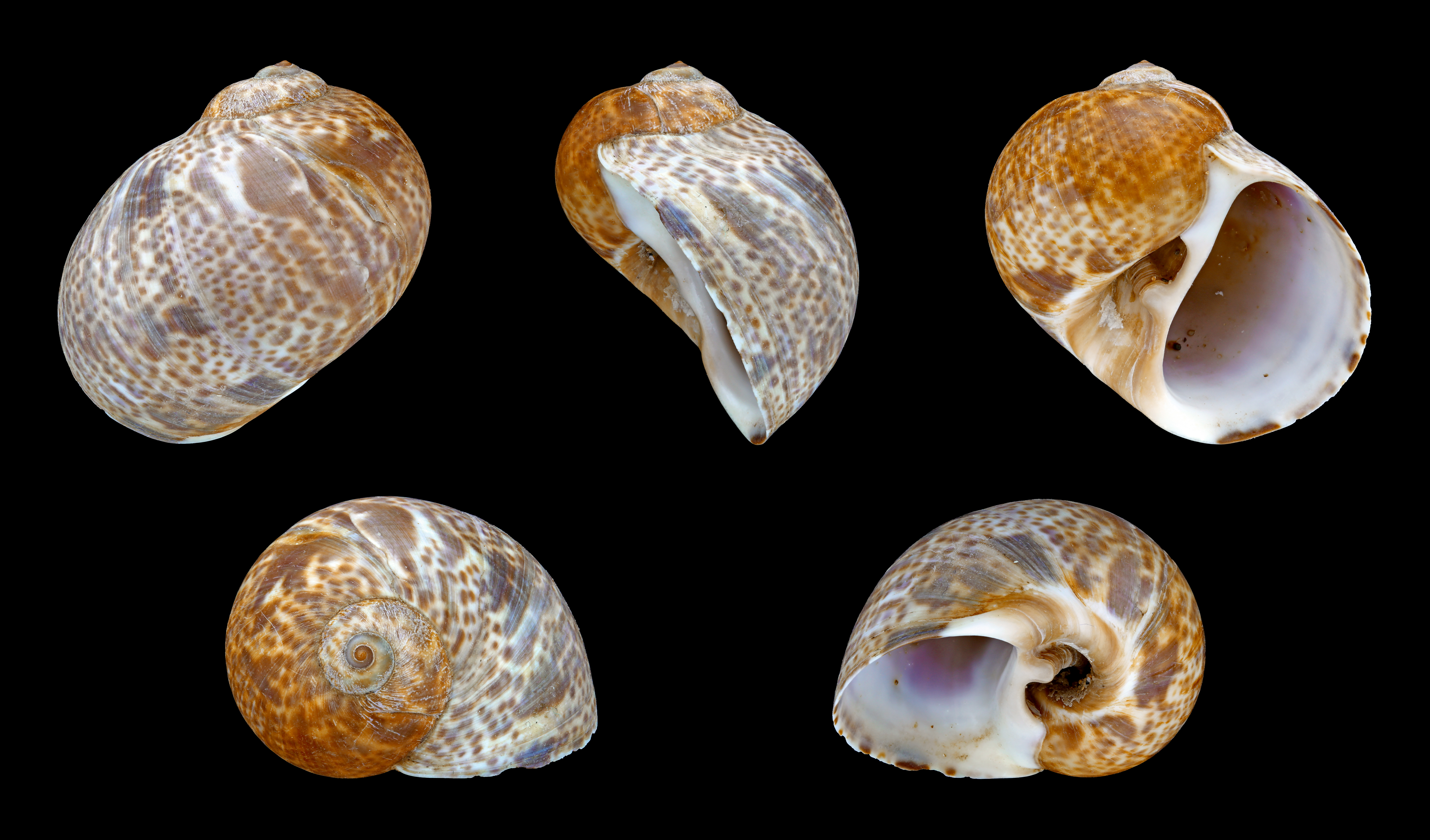
Naticarius hebraeus
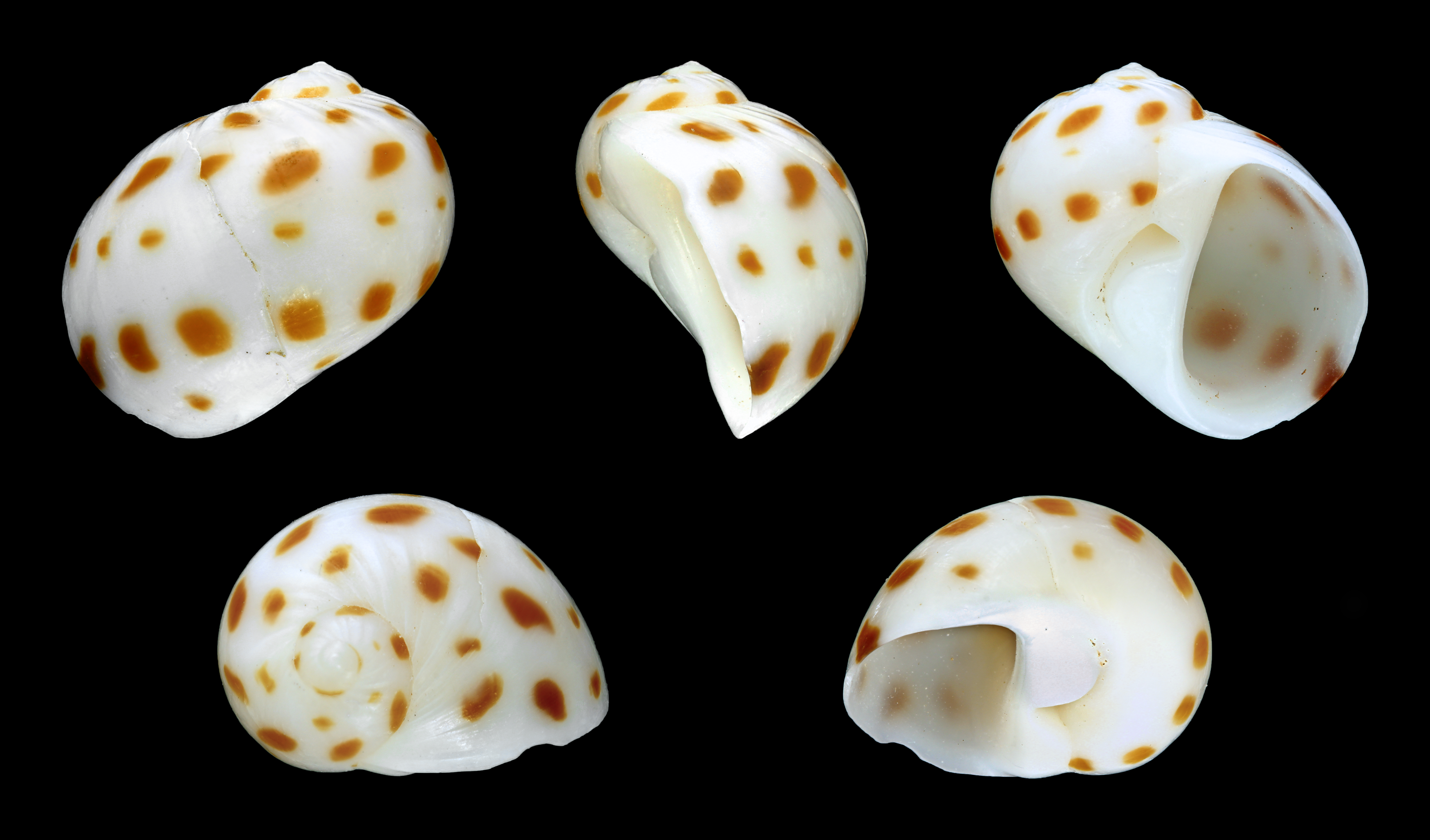
Naticarius onca
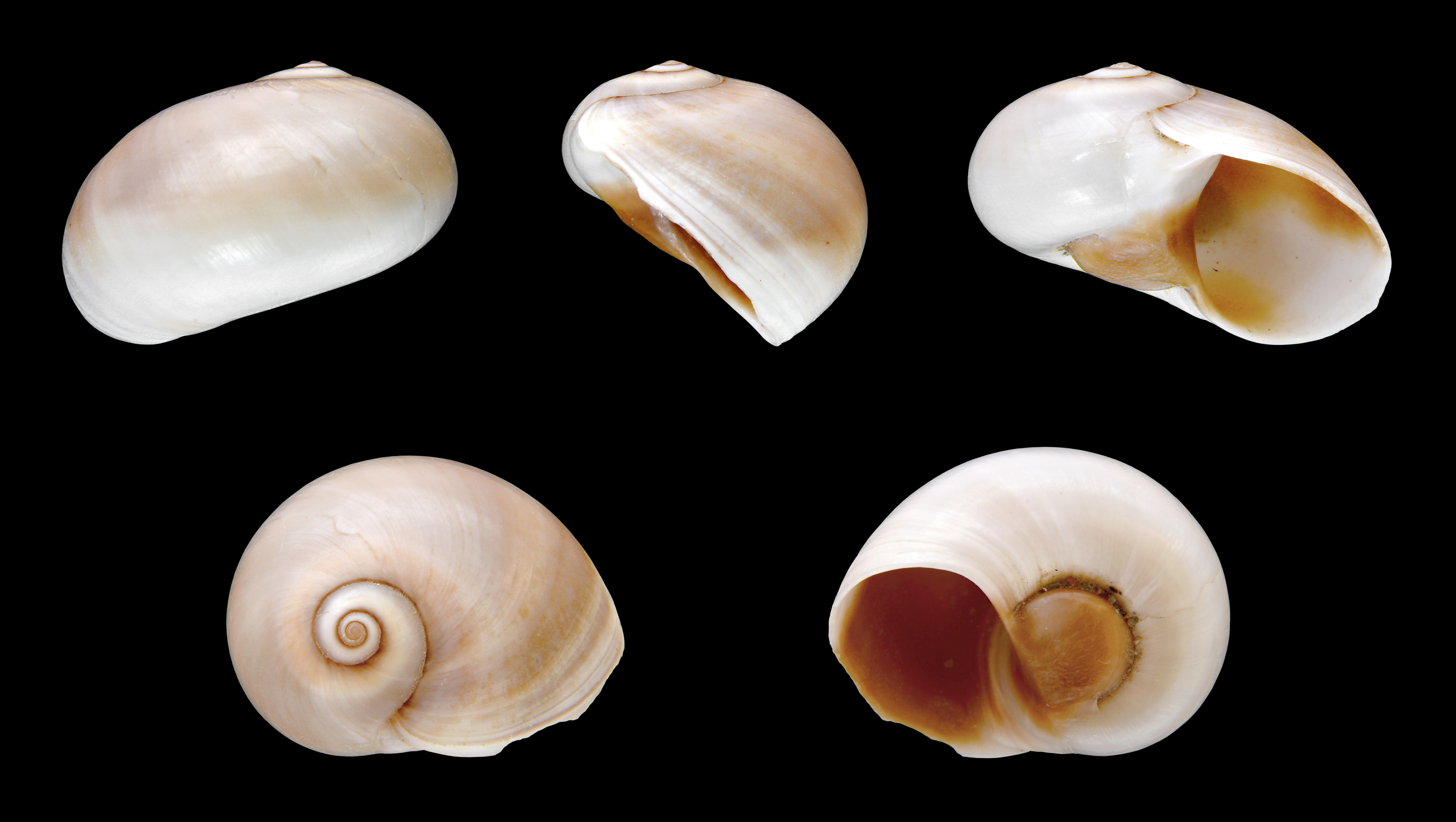
Neverita josephinia
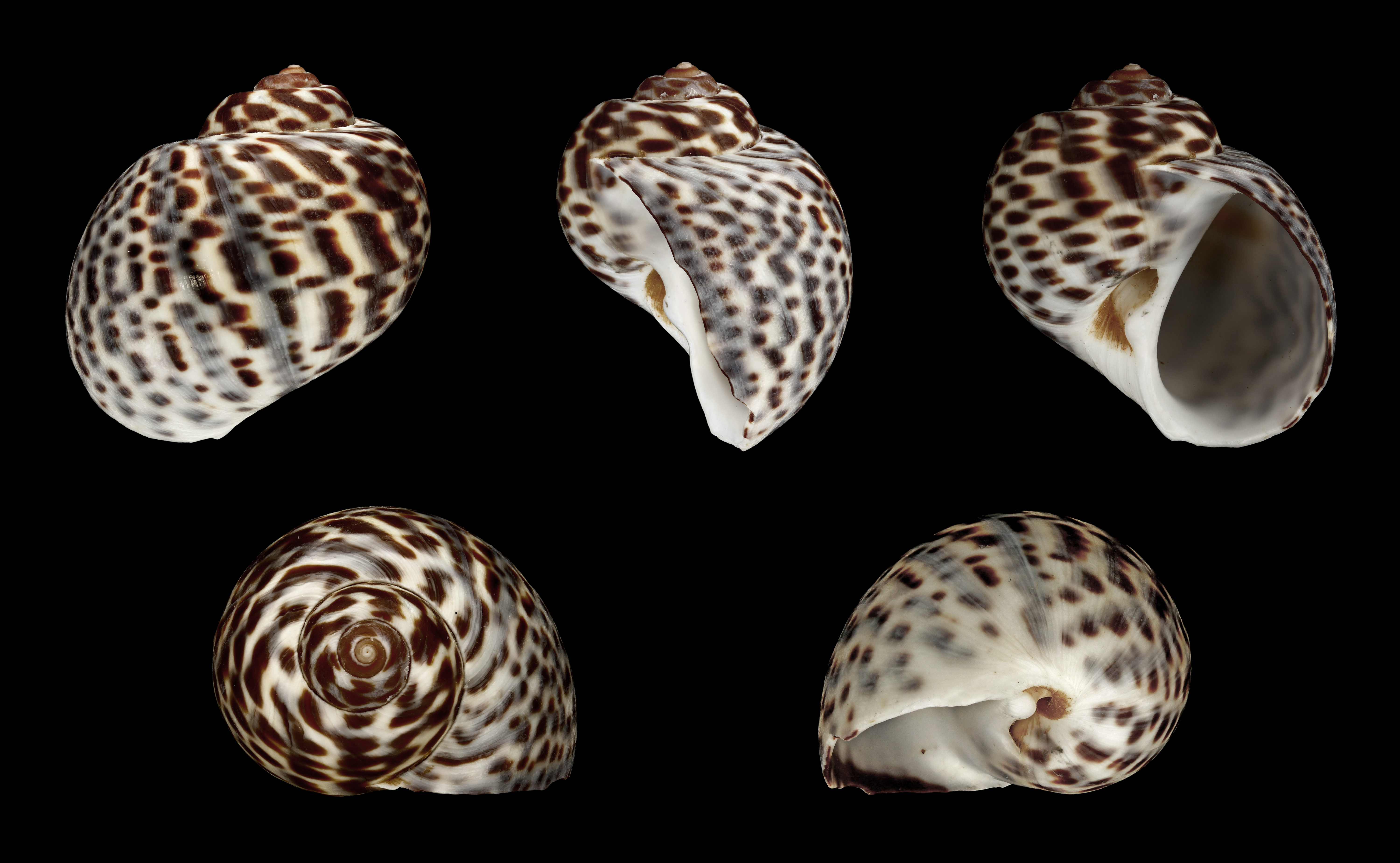
Notocochlis tigrina
Polinices tumidus
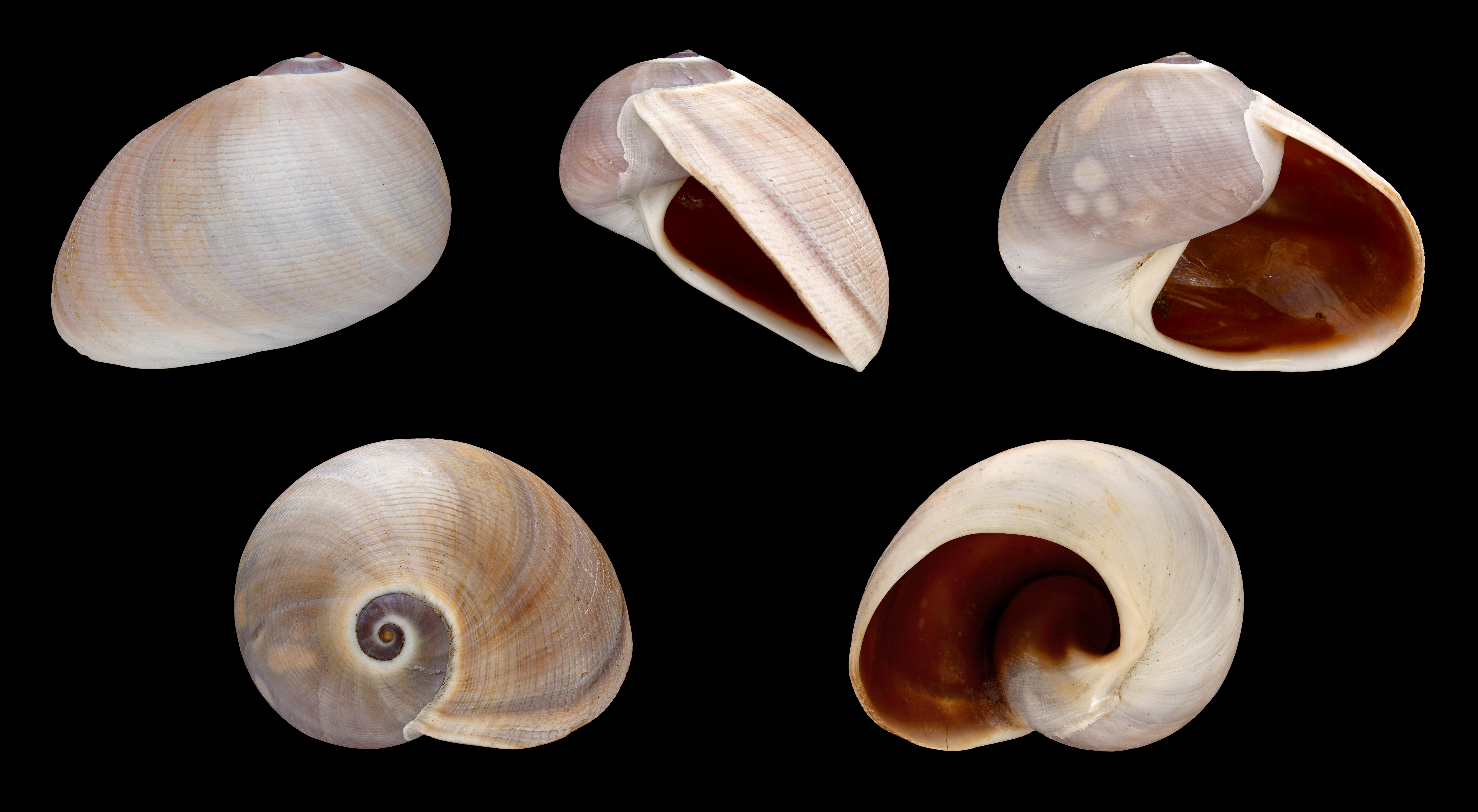
Sinum cymba
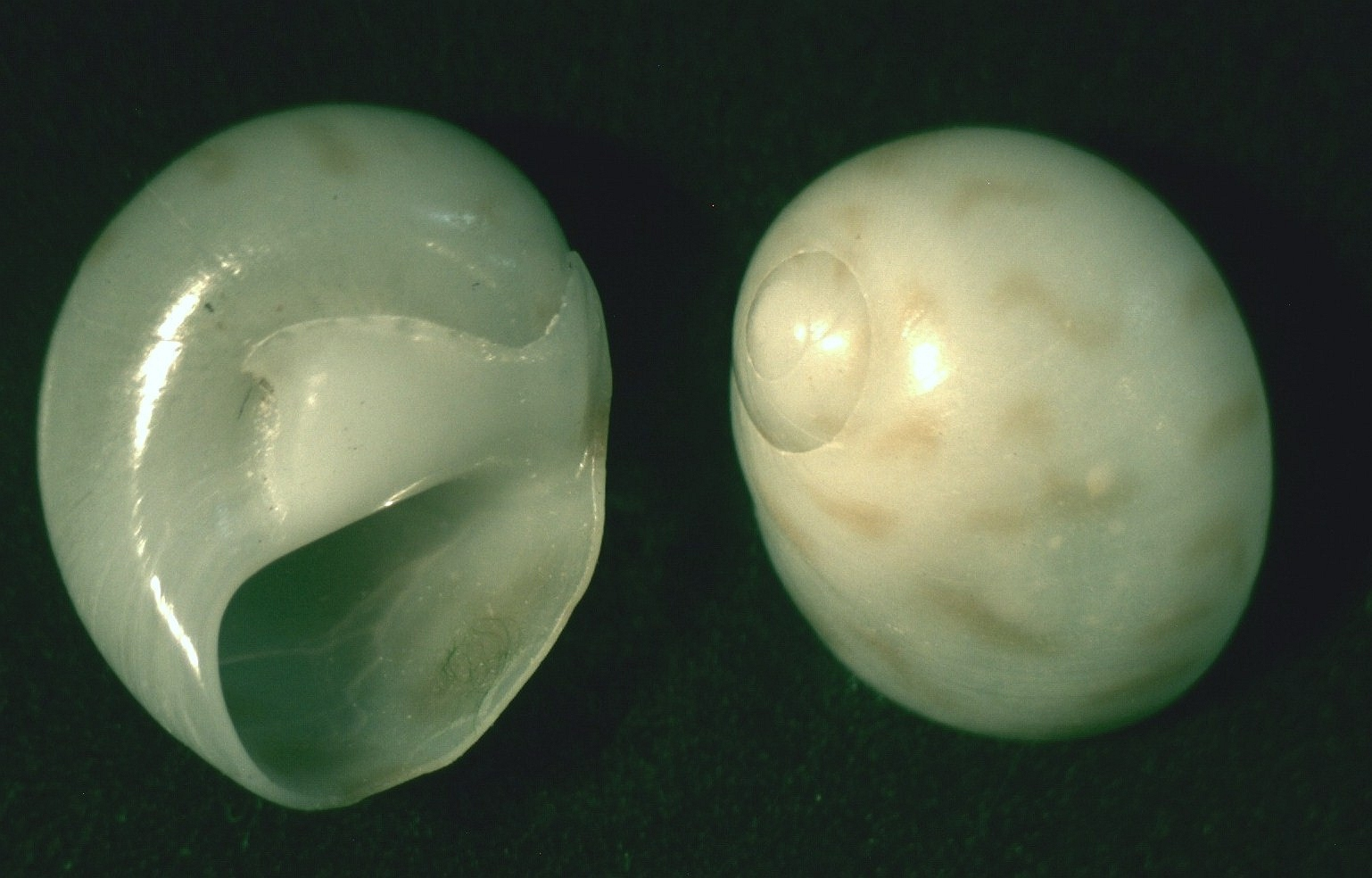
Tasmatica schoutanica